# Morral
Morral är en småort i Marion County i delstaten Ohio, USA. Enligt folkräkningen år 2010 bor 399 personer på orten. 

## Kända personer från orten
- Todd Gibson, motorsportförare inom Indy Car.